# 久保田不二子
久保田 不二子（くぼた ふじこ、1886年〈明治19年〉5月16日 - 1965年〈昭和40年〉12月17日）は、明治 - 昭和時代の歌人。島木赤彦の二人目の妻でもある。

## 経歴

### 生い立ちと結婚生活
1886年（明治19年）に長野県下諏訪町高木で生まれた。父は政信、母はぬい。10歳上に姉のうたが居た。　
1902年（明治35年）1月、不二子が同年7月、16歳の時に姉のうたが亡くなる。その後彼女の子ども（長男）の面倒を見るため、後妻として島木赤彦に嫁ぐ。1903年（明治36年）に島木との間に二女、初瀬（はつせ）が生まれた。島木との年齢差は10歳であったが、妻として夫を支えようと努めていた。島木が東筑摩郡広丘村（現在の塩尻市）で小学校の校長として勤めている間も、下諏訪にて子育てと家事、農作業に勤しんでいた。1905年（明治38年）4月に二男健次、1907年（明治40年）に三男周之助、1909年（明治42年）1月には三女水脈（みお）、1911年（明治44年）年6月に四男夏樹が生まれた（長女は夭折）。
亡くなるまで不二子は夫、島木赤彦の恋愛問題について悩みを抱えることとなった。

### 歌人としての活動
1911年（明治44年）に初めて『アララギ』に15首の歌を発表した。当時を回想する文章には、「……夫は公職にあったので、家を明ける日が多かった。……私は心の裡に深い悩みを有つようになった」とある。そしてこの悩みが歌を作るきっかけとなったことも述べている。
1933年（昭和7年）に第一歌集『苔桃』、1952年（昭和27年）に第二歌集『庭雀』、1961年（昭和36年）に第三歌集『手織衣』を、それぞれ発表した。1966年（昭和41年）、第四歌集『松の家』が遺作として、不二子逝去の翌年、遺族により出版された。
初期の歌風は、情熱的で自分の置かれた苦しい立場を歌にぶつけていたと言われている。後年は、自然描写のさらりとした作品を残している。不二子という女性は、激しい恋を歌う歌人というよりは自然とともに生きた歌人であると言われている。

### 晩年
晩年には、島木の功績をしのびながら、穏やかに暮らしていたと言われている。1965年（昭和40年）に79歳で死去。以下、不二子の絶筆である。
「桑の木をあつめて焼きし茨炭は(に)　土は交れどあたたかくして」

## 代表作
『苔桃』『庭雀』